# 短尾微盤獅子魚
短尾微盤獅子魚，為輻鰭魚綱鮋形目杜父魚亞目獅子魚科的其中一種，分布於東南太平洋的智利海域，棲息深度335-1040公尺，為深海底棲性魚類，體長可達8.5公分，屬肉食性，生活習性不明。

## 擴展閱讀
維基物種上的相關：短尾微盤獅子魚